# فرخ البط القبيح
فرخ البط القبيح هي قصة خيالية كتبها الكاتب والشاعر الدنماركي هانس كريستيان أندرسن. القصة تدور حول فرخ صغير فقس في مزرعة ويعاني من الاضطهاد وسوء المعاملة من قبل الحيوانات الأخرى بسب مظهره القبيح، لكنه سرعان ما يفاجئ الجميع (ونفسه) عندما يصبح في غايه الجمال عندما يكبر، ليكون أجمل طير على الإطلاق.
القصة عبارة عن كيفية تحول الشخص إلى شخص أحسن. نشرت القصة لأول مرة في 11 تشرين الثاني 1843 مع ثلاث قصص قصيرة أخرى لنفس الكاتب في الدنمارك. فرخ البط القبيح تحولت لعدة أفلام كارتونية ومسرحيات موسيقية وحتى أوبرا. تتميز هذه القصة أنها قصة من وحي خيال هانس كرستيان أندرسون ولا تمت لأي فلكلور أو قصة خيالية في أي بلد ثاني.

## القصة
كانت هناك بطة ترقد على البيض، وتنتظر صابرة أن يفقس. وأخيراً فقس البيض، وخرجت منه سبعة فراخ صغيرة شديدة المرح والنشاط. لكن أكبر بيضة لم تفقس بعد، وهكذا رقدت الأم عليها مستعينة بالصبر، وبعد أيام قليلة فقست البيضة، وخرج منها فرخ بط في غاية القبح؛ حتى أن الجميع سخروا منه. وأصبح فرخ البط المسكين حزيناً جداً لأنه كان مختلفاً عن إخوانه الفراخ الأخرى.
وفي أحد الأيام أخذت الأم صغارها إلى الحظيرة ليلعبوا مع الحيوانات الأخرى. ولاحظ فرخ البط القبيح أنه ما من أحد يرغب في اللعب معه فشعر بالحزن لأن الجميع كانوا يصدونه ويركلونه، أو يهزؤون منه ويضحكون عليه. شعر فرخ البط القبيح باليأس وفر هارباً، وتوارى قرب ترعة صغيرة، بين طيور الإوز البري. شعر بالسعادة، ولكن في أحد الأيام جاء الصيادون فطار الإوز محلقاً وهو يصيح: «الفرار، الفرار، الأعداء هنا! فروا من الأعداء!». فر هارباً بعيداً، ولكن أينما ذهب في أي مكان كان يعاني من سخرية الحيوانات الأخرى منه، وفكر في نفسه قائلاً: «إنني قبيح وغليظ المنظر أنا أكثر حيوانات العالم حزناً ووحدة.. ما من أحد يريد أن يصادقني أو يقترب مني».
وفي أحد الأيام، عطفت عليه امرأة عجوز طيبة، وسمحت له بالبقاء في بيتها، ولكن في أثناء المساء قام القط والدجاجة بطرده من المنزل لشعورهما بالغيرة منه! واقترب فصل الشتاء، وراحت الرياح العاتية تنتزع أوراق الأشجار، نظر فرخ البط القبيح إلى السماء فرأى سرباً من طيور البط الجميلة، ريشها طويل ومصفوف.. كانت تطير باتجاه الجنوب لتبتعد عن الشتاء شديد البرودة. قال فرخ البط متنهداً وكأنه يحلم حلماً جميلاً: «أتمنى أن أصبح بهذا الجمال!».
كان فصل الشتاء طويلاً وقاسياً؛ حتى كاد فرخ البط القبيح أن يموت من شدة البرودة القاسية. كان يربض تحت الجليد وحده طوال الوقت، وعندما جاء الربيع أخيراً، نشر فرخ البط القبيح جناحيه ورأى في سعادة صورته التي تنعكس على الماء، وكم كانت دهشته عندما وجد نفسه وقد أصبح طائر بجع أبيض جميلاً. وفجأة سمع من يناديه ونظر نحو السماء فرأى سرباً من طيور البجع يناديه: «تعال معنا، وسنكون أصدقاء» وفي فخر حلق طائراً سعيداً والتحق بهم، ولم يكن أبداً على هذه الدرجة من السعادة طوال عمره!
وذات يوم طار فوق المزرعة التي ولد فيها، فرفعت كل الحيوانات أنظارها نحوه، وكم كانت دهشتها عندما رأت ذلك البجع الجميل يطير برشاقة فوق رؤوسها.

## تاريخ وخلفية نشر القصة
كتب أندرسن القصة في عام 1842 خلال مكوثه في بيته الريفي في مدينه بريغنتفيد واستمتاعه بالطبيعة. اختار أندرسن عنوان «البجعات الصغيرات» عنوانا للقصة، لكنه ما أن لبث لتغييره ل«فرخ البط القبيح» حتى لايفسد عنصر المفاجأة والتغيير في القصة. اعترف أندرسن لاحقا أن القصة هي عبارة عن «قصة حياته». حيث سأله أحد النقاد ويدعى «جورج براندس» عن ما إذا أراد أندرسن أن يكتب سيرته الشخصية في كتاب..كان جواب أندرسن أنه بالفعل كتبها وأنها قصة «فرخ البط القبيح».

## التعليقات والانتقادات للقصة
لقد كتبت الكاتبة البريطانية أن كشولم"Ann Chisholm" بعد معاينتها لكتاب كتبته جينس أندرسن "Hans Christian Andersen: A New Life
" أندرسن كان طويلا وقبيحا مع أنف كبير وأرجل كبيرة وبعد أن كبر وأصبح لديه صوت جميل وشغف للمسرح..أصبح يعاني من سوء المعاملة والاضطهاد من الأطفال الآخرين.
هناك اعتقادات أن أندرسن كان الابن غير الشرعي للأمير كرستيان فريدرك الذي أصبح فيما بعد الملك كريستيان الثامن ملك الدنمارك، ولقد اكتشف الكاتب أندرسن هذه الحقيقة قبل أن يكتب القصة. لذلك فإن اختيار الأوز ليس فقط للتعبير عن الجمال الخارجي والداخلي، ولكنه إشارة للدم الملكي. حيث يعتبر الأوز طائراً رقيقاً وملكياً، ولكن الأكاديمية الأمريكية ماريا تاتار المتخصصة في أدب الطفل تنتقد في كتابها The Annotated Hans Christian Andersen هذه النظرة التي يقترح أندرسون بها أن تفوق فرخ البط القبيح نابع من كونه ينتمي إلى نسل مختلف عن الرعاع الذين كانوا حوله وبالتالي تصبح الكرامة والقيمة والتفوق الجمالي والأخلاقي مبنية على النسل أكثر من كونها إنجازاً شخصياً محققًا.